# Habenaria dryadum
Habenaria dryadum är en orkidéart som beskrevs av Rudolf Schlechter. Habenaria dryadum ingår i släktet Habenaria och familjen orkidéer.

## Underarter
Arten delas in i följande underarter:
- H. d. dryadum
- H. d. major